# U-72 (1940)
| U-72 | U-72 | U-72 |
| --- | --- | --- |
| | | |
| | | |
| Зображення підводного човна підтипу VIIC                                                                    | | |
| Під прапором                                                                                                | Третій Рейх | Третій Рейх |
| Спуск на воду                                                                                               | 22 листопада 1940 року | 22 листопада 1940 року |
| Виведений зі складу флоту                                                                                   | 4 січня 1941 року | 4 січня 1941 року |
| Сучасний статус                                                                                             | 30 березня 1945 року знищений на верфі Deschimag AG Weser у Бремені внаслідок авіаційного нальоту бомбардувальників 8-ї американської повітряної армії | 30 березня 1945 року знищений на верфі Deschimag AG Weser у Бремені внаслідок авіаційного нальоту бомбардувальників 8-ї американської повітряної армії |
| Бойовий досвід                                                                                              | Друга світова війна Битва за Атлантику | Друга світова війна Битва за Атлантику |
| Проєкт | | |
| Тип ПЧ | середній торпедний ДПЧ | середній торпедний ДПЧ |
| Розробник проєкту                                                                                           | Howaldtswerke-Deutsche Werft, Гамбург | Howaldtswerke-Deutsche Werft, Гамбург |
| Вартість | 4 714 000 ℛℳ | 4 714 000 ℛℳ |
| Основні характеристики                                                                                      | | |
| Швидкість (надводна)                                                                                        | 17,7 вузла (32,8 км/год) | 17,7 вузла (32,8 км/год) |
| Швидкість (підводна)                                                                                        | 7,6 вузла (14,1 км/год) | 7,6 вузла (14,1 км/год) |
| Робоча глибина занурення                                                                                    | 230 м | 230 м |
| Гранична глибина занурення                                                                                  | 250—295 м | 250—295 м |
| Дальність плавання                                                                                          | 80 миль (150 км) на швидкості 4 вузли (в підводному положенні) 8500 миль (15 700 км) на швидкості 10 вузлів (у надводному положенні)                   | 80 миль (150 км) на швидкості 4 вузли (в підводному положенні) 8500 миль (15 700 км) на швидкості 10 вузлів (у надводному положенні)                   |
| Екіпаж | 44—52 особи | 44—52 особи |
| Розміри | | |
| Довжина найбільша (по КВЛ)                                                                                  | 67,1 м | 67,1 м |
| Ширина корпусу найб.                                                                                        | 6,2 м | 6,2 м |
| Висота | 9,6 м | 9,6 м |
| Середня осадка (по КВЛ)                                                                                     | 4,74 м | 4,74 м |
| Водотоннажність надводна                                                                                    | 769 т | 769 т |
| Силова установка                                                                                            | | |
| дизель-електрична; 2 дизельних двигуни MAN M 6 V 40/46, 2 електродвигуни Siemens-Schuckertwerke GU 343/38-8 | | |
| Гвинти | 2 | 2 |
| Потужність                                                                                                  | 2 × 2100—2310 к.с. (дизелі) 2 × 750 к.с. (електродвигуни)                                                                                              | 2 × 2100—2310 к.с. (дизелі) 2 × 750 к.с. (електродвигуни)                                                                                              |
| Озброєння                                                                                                   | | |
| Артилерія                                                                                                   | 1 × 88-мм палубна гармата SK C/35 | 1 × 88-мм палубна гармата SK C/35 |
| Торпедно- мінне озброєння                                                                                   | 4 носових і один кормовий ТА 14 торпед та 26 мін TMA                                                                                                   | 4 носових і один кормовий ТА 14 торпед та 26 мін TMA                                                                                                   |
| ППО | 1 × 37-мм зенітна гармата Flak M42 2 × 20-мм зенітні гармати FlaK 30                                                                                   | 1 × 37-мм зенітна гармата Flak M42 2 × 20-мм зенітні гармати FlaK 30                                                                                   |

U-72 — німецький середній підводний човен типу VIIC, що входив до складу Військово-морських сил Третього Рейху за часів Другої світової війни. Закладений 28 грудня 1939 року на верфі Howaldtswerke-Deutsche Werft у Гамбурзі. Спущений на воду 22 листопада 1940 року, а 4 січня 1941 року корабель увійшов до складу 21-ї навчальної флотилії ПЧ ВМС нацистської Німеччини.

## Історія служби
U-72 належав до німецьких підводних човнів типу VIIC, однієї з модифікацій найчисленнішого типу субмарин Третього Рейху, яких випущено 703 одиниці. Службу розпочав у складі 21-й навчальній, нетривалий час був у складі 24-ї флотилії підготовки екіпажів ПЧ Крігсмаріне, та з 2 липня 1941 року повернувся до 21-ї флотилії. Підводний човен ніколи не виходив у бойовий похід та не потопив і не пошкодив жодного судна чи корабля.
30 березня 1945 року U-72 перебував на верфі Deschimag AG Weser у Бремені, коли розпочався денний авіаційний наліт бомбардувальної авіації 8-ї американської повітряної армії. Унаслідок ураження бомбами зазнав важких пошкоджень та 2 травня затоплений. 2 липня 1947 року піднятий та зданий на злам.

## Командири
- Корветтен-капітан Ганс-Вернер Нойманн (4 січня — вересень 1941)
- Оберлейтенант-цур-зее Гельмут Кестер (вересень — 1 грудня 1941)
- Капітан-лейтенант Вальдемар Мель (2 грудня 1941 — 6 травня 1942)
- Оберлейтенант-цур-зее Ганс-Мартін Шайбе (7 травня — 19 листопада 1942)
- Оберлейтенант-цур-зее Гельмут Ланге (20 листопада 1942 — 14 грудня 1943)
- Оберлейтенант-цур-зее Пауль Зандер (15 грудня 1943 — 19 травня 1944)
- Оберлейтенант-цур-зее Карл-Теодор Маєр (20 травня 1944 — 30 березня 1945)